# Corruzione in Sudan del Sud
La corruzione è un problema endemico in Sudan del Sud, sin dall'indipendenza il paese è stato pervaso da lotte per il potere che hanno portato ad una grande diffusione dell'attività illecita; le élite della nazione hanno sviluppato un sistema cleptocratico che controlla ogni parte dell'economia nazionale.
Tutto ciò è dovuto all'inesperienza causata dalla giovane età della nazione, il tribalismo e le grandi riserve di petrolio che hanno portato a lotte per il potere culminate nel 2013 con lo scoppio della guerra civile; il conflitto ha impedito per anni di poter attrarre investimenti stranieri nel paese necessari a sviluppare l'economia.
Il Sudan del Sud secondo l'Indice di percezione della corruzione nel 2021 era lo stato più corrotto del mondo, mentre nel 2022 era al penultimo posto, sopra la Somalia.

## Il sistema di corruzione
Un rapporto del Centro Risorse Anticorruzione U4 identifica i principali tipi di corruzione in Sud Sudan, ovvero corruzione burocratica, clientelismo, corruzione politica ed appropriazione indebita. Afferma che queste forme di corruzione si verificano principalmente nei settori dell'estrazione, della gestione finanziaria pubblica e negli ambienti delle forze di polizia e sicurezza.
Un rapporto di The Sentry categorizza la corruzione in Sudan del Sud in modo leggermente diverso, identificando quattro principali metodi attraverso i quali la ricchezza della nazione finisce nelle tasche delle élite:
1. Il settore dell'estrazione, principale fonte di entrate del paese, manca di qualsiasi trasparenza ed è mal gestito. Il petrolio è la principale fonte di valuta forte del governo e funge da garanzia per i prestiti esteri che mantengono a galla l’economia.
2. Gli apparati militari mantengono il controllo sull'economia nazionale direttamente attraverso il controllo del bilancio pubblico e indirettamente tramite stretti legami con imprese e contratti. Le spese militari del Sudan del Sud sono più elevate rispetto a qualsiasi altro paese della regione. Praticamente non viene fornita alcuna informazione sugli stanziamenti militari, il che in alcuni casi costituisce una violazione della legge. L’esercito prevede “un ampio e complicato sistema clientelare” e c’è poco controllo sulle spese salariali, con i principali ministeri della sicurezza (Difesa, Interno e Intelligence) che raramente riportano le loro spese salariali. Inoltre in molti casi i comandanti militari hanno rubato gli stipendi dei soldati; ci sono anche decine di migliaia di "soldati fantasma", cioè soldati che esistono solo sui documenti del libro paga, e si dice che questo sia il metodo principale utilizzato dai funzionari militari e di sicurezza per dirottare la ricchezza verso conti privati.
3. La spesa statale coinvolge un sistema di approvvigionamento suscettibile a corruzione e sprechi, con contratti redditizi regolarmente assegnati a fornitori legati a funzionari governativi. Ogni istituzione pubblica è gravemente colpita da corruzione e cattiva gestione. Contratti senza gara, in particolare per la costruzione di strade e l'importazione di veicoli, vengono regolarmente assegnati a società di proprietà delle élite al potere a prezzi gonfiati senza alcuna supervisione.
4. Riciclaggio di denaro: le élite sfruttano l'industria finanziaria fragile del paese per riciclare denaro e generare entrate. Le élite del Sud Sudan sono fortemente coinvolte nel settore finanziario, speculando soprattutto nel mercato parallelo delle valute, riducendo il valore della valuta e causando inflazione. Il settore si è notevolmente espanso dall'indipendenza del paese, agevolando il trasferimento illegale di fondi da parte delle élite. I "corrieri di massa" consentono un trasferimento di fondi fuori dal paese più semplice e veloce, con meno divulgazioni e meno tracciabilità. Negli elenchi dei consigli di amministrazione di diverse banche figurano le élite della stessa nazione, indicando che queste banche servono principalmente i loro interessi. Sono stati istituiti anche uffici di cambio privati, che facilitano il riciclaggio di denaro e altre transazioni illecite, alcuni di essi sono presumibilmente di proprietà delle élite, rappresentando un importante conflitto di interessi.
5. Tribalismo: si manifesta attraverso favoritismi basati sull'appartenenza etnica, questa pratica può influenzare assegnazioni di incarichi e risorse, alimentando nepotismo e difficoltà nella realizzazione di politiche anti-corruzione. Esso può contribuire a conflitti etnici, creando un ambiente in cui la competizione per le risorse può degenerare in comportamenti corrotti.

## Misure anti-corruzione
Nel 2009, il Presidente Salva Kiir Mayardit promise di conferire poteri alla South Sudan Anti-Corruption Commission (SSACC) per perseguire legalmente gli ufficiali sotto inchiesta, ma due anni e mezzo dopo la SSACC era ancora priva di tali poteri, senza che nulla fosse stato effettivamente concesso. Il disegno di legge che istuisse la SSACC venne approvato dalla Legislatura nazionale, il parlamento del paese, solamente nel 2023, con 14 anni di ritardo.
A settembre 2011, la SSACC dichiarò che stava indagando su circa 60 casi di corruzione e cercava di recuperare oltre 120 milioni di sterline sudsudanesi (circa 20 milioni di dollari). Nello stesso mese, il Governo annunciò che si sarebbe adoperato per riformare il suo sistema di riscossione delle tasse, avendo perso centinaia di milioni di dollari a causa delle frodi di falsi esattori. Un comitato formato per indagare sul problema aveva scoperto che diverse tasse di importazione non autorizzate su beni e servizi essenziali avevano causato un aumento astronomico dei prezzi, secondo quanto riferito, varie agenzie e individui non autorizzati avrebbero preteso "tasse" dagli importatori di merci e poi avrebbero intascato i pagamenti.
Nel novembre 2011, secondo un rapporto, il Presidente Kiir licenziò il capo della commissione anticorruzione, Pauline Riak, e la sostituì con un giudice della Corte Suprema, John Gatwech Lul, in una mossa che sembrava essere un tentativo di migliorare gli scarsi risultati ottenuti dal Governo nella lotta alla corruzione. Nel febbraio 2012, Gatwech Lul chiese a James Hoth Mai, Capo di Stato Maggiore, e ai suoi cinque vice di garantire che gli ufficiali dell'esercito aiutassero gli sforzi anti-corruzione dichiarando le loro entrate e i loro beni, mai disse che l'esercito avrebbe cooperato pienamente.
A maggio 2012, la Commissione Anticorruzione annunciò che erano stati restituiti 60 milioni di dollari di beni rubati da funzionari governativi; un rapporto del 2 giugno 2012 affermava che il Presidente Kiir aveva chiesto a oltre 75 funzionari governativi, attuali e precedenti, di rendere conto dei fondi mancanti per creare maggiore trasparenza. Nella lettera, scriveva: "Vi scrivo per incoraggiarvi a restituire questi fondi rubati (parzialmente o completamente)... Se i fondi saranno restituiti, il Governo della Repubblica del Sudan del Sud concederà l'amnistia e manterrà riservato i vostri nomi. Solo io e un altro funzionario avremo accesso a queste informazioni", Kiir disse che la lettera faceva parte di uno sforzo per combattere la corruzione e creare un governo più trasparente e responsabile, scrisse anche a otto capi di stato chiedendo loro di aiutare a recuperare circa 4 miliardi di dollari ritenuti essere in banche estere.
Sempre a giugno 2012, Kiir disse di aver adottato diverse misure aggiuntive per combattere la corruzione. Per esempio, aveva emesso diversi decreti presidenziali, aveva accettato circa 500 "Dichiarazioni di patrimonio" da parte di funzionari precedenti e attuali, e aveva aperto un conto bancario in Kenya sul quale potevano essere restituiti i fondi rubati.
Un rapporto del 2013 affermava che la SSACC, in un periodo di cinque anni, non aveva ordinato un'indagine su un singolo caso di corruzione, inoltre, nessun funzionario sudsudanese era stato perseguito per corruzione, il rapporto evidenziava che centinaia di casi erano rimasti in attesa di indagini per anni. Un altro rapporto del 2013 affermava che le autorità sudsudanesi si stavano avvalendo dell'aiuto di esperti di contabilità forense da Europa e Stati Uniti per "assistere la commissione nell'uso delle più recenti tecniche di tracciamento e rilevamento di denaro rubato da conti bancari in tutto il mondo".